# Яманака Сінсуке
Сінсуке Яманака (нар. 11 жовтня 1982, Конан (Сіґа), Японія) — японський професійний боксер, що виступав у легшій ваговій категорії. Чемпіон світу за версією WBC (2011 - 2017).
З квітня 2015 року до серпня 2017 року входив до рейтингу кращих боксерів поза ваговими категоріями за версією журналу «Ринг».

## Професіональна кар'єра
Дебютував 7 січня 2006 року.
6 листопада 2011 року в бою з мексиканцем Крістіаном Есквайвелом виборов титул чемпіона світу WBC в легшій вазі.
Провів 12 вдалих захистів титулу.
15 серпня 2017 року втратив звання чемпіона, програвши непереможному мексиканцю Луїсу Нері (23-0, 17КО) технічним нокаутом у 4 раунді. Після бою в аналізах Нері була виявлена заборонена речовина зілпатерол. Керівники WBC прийняли пояснення мексиканця, що заборонена речовина потрапила в його організм із забрудненим м'ясом, і залишили йому титул чемпіона, зобов'язавши дати Яманакі реванш.
На передматчевому зважуванні Нері не вклався в ліміт ваги і втратив титул.
1 березня 2018 року Яманака зазнав другої підряд дострокової поразки технічним нокаутом у 2 раунді і оголосив про завершення кар'єри.